# 横田成年
横田 成年（よこた せいねん、1875年（明治8年）5月10日 - 1953年（昭和28年）1月11日）は日本の造船・航空工学者。東京帝国大学名誉教授。

## 略歴
京都府京都市で、横田成憲の長男として生まれた。1898年（明治31年）に東京帝国大学工学部造船学科卒業後、ただちに同大学助教授に就任する。1910年（明治43年）に教授に就任し、1918年（大正7年）に同大航空研究所の初代所長に就任、同年に工学部航空学科が創設され主任教授となる。1934年（昭和9年）に日本航空学会が創設され、初代会長に就任し、1936年（昭和11年）に同大名誉教授となる。
日本の航空工学の草分け的存在であり、1936年（昭和11年）に退官するまで38年間、同大学にあって弾性力学、流体力学、弾道学など広い分野にわたる諸問題に、数学的技法を駆使し、多くの研究成果をあげた。

## 栄典
- 1919年（大正8年）6月30日 - 従四位[2]
- 1936年（昭和11年）4月18日 - 正三位[3]

## 著書
- 『造船学』（大倉書店、1902）
- 『新撰造船学』（丸善、1920）
- 『楕円凾数』（克誠堂出版、1950）
- 『横田成年論文集』（横田成年博士記念事業委員会、1954）